# Laon

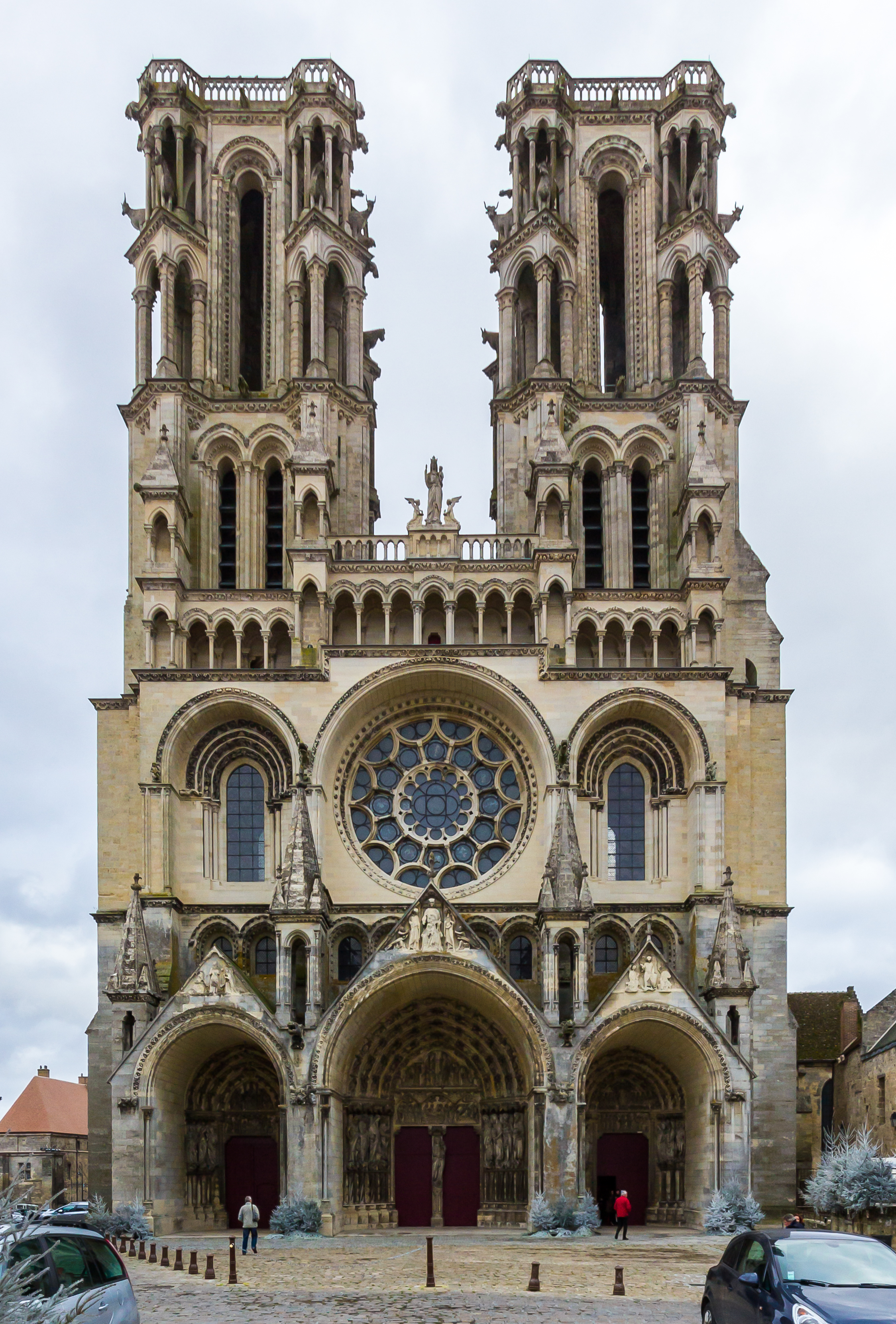
Katedralen i Laon

Laon är en stad med 26 000 invånare (2007) i norra Frankrike. Staden är departementshuvudstad (franska: Préfecture) i departementet Aisne.
I Laon finns ett flertal byggnader från medeltiden, bland annat katedralen i Laon, tempelordens centralkyrka och det medeltida biskopspalatset.
Utanför Laon stod 9-10 mars 1814 slaget vid Laon, där Napoleon besegrades av Gebhard Leberecht von Blücher.
1914 låg Laon i det bakre fästningssystemet som täckte Paris försvar. Fortifikationerna i Laon utrymdes dock, och Laon kapitulerade utan försvar.
Laon är födelseplatsen för:
- Bertrada av Laon (725–783), mor till Karl den store
- Anselm av Laon (död 1117), teolog
- Bröderna Le Nain
- Jacques Marquette (1636–1675) jesuitisk missionär
- Pierre François André Méchain, astronom

## Demografi
Antalet invånare i kommunen Laon
| Referens: INSEE |